# 盧氏裸蜥魚
卢氏裸蜥鱼是魣蜥鱼科裸蜥鱼属一种，分布于太平洋西部海域。模式标本采集自台湾屏东县东港镇海域。种小名源自斯坦福大学乔治·范德比尔特基金前研究主任羅伯特·R·盧芬（Robert R. Rofen）的姓氏，以感谢其对辐鳍鱼研究的贡献。

## 鉴别特征
体长（SL）135-264毫米。臀鳍鳍条30-33；总脊椎骨87-90，腹椎36-38；侧线鳞123—139，终止于尾鳍基部；背鳍起点明显位于紧贴身体的腹鳍鳍尖之后；背鳍起点至腹鳍起点间的水平距离为体长的6.7-8.7%，为腹鳍起点至臀鳍起点间水平距离的30.2-36.7%；背鳍起点和腹鳍起点见得侧线鳞5-7，脊椎5-8。